# شهرستان کیار
شهرستان کیار یکی از شهرستان‌های استان چهارمحال و بختیاری است. مرکز این شهرستان، شهر شَلمزار است. شهرهای مهم این شهرستان شهر گَهرو، ناغان و دستنا هستند.
این شهرستان در ۲۹ مهر ۱۳۸۶ با جدایی بخش کیار (به مرکزیت شلمزار) از شهرستان شهرکرد و بخش ناغان (به مرکزیت ناغان) از شهرستان اردل تشکیل گردید.

## موقعیت جغرافیایی
شهرستان کیار از شمال با شهرستان شهرکرد، از شمال شرقی با شهرستان فرخ‌شهر، از شمال غربی با شهرستان فارسان، از شرق با شهرستان بروجن، از جنوب شرقی با شهرستان خانمیرزا و از جنوب غربی تا غرب با شهرستان اردل همسایه است.

## مردم‌شناسی
مردم شهرستان کیار از تبار لر و ایل بختیاری‌ هستند. زبان مردم کیار  زبان لری بختیاری  است.

## تقسیمات کشوری
شهرستان کیار دارای ۳ بخش، ۶ دهستان و ۴ شهر به شرح زیر است:

### شهرستان کیار
| بخش       | مرکز بخش | جمعیت بخش ۱۳۹۵ | نام دهستان | مرکز دهستان | جمعیت دهستان ۱۳۹۵ | شهر               | جمعیت شهر ۱۳۹۵                |
| --------- | -------- | -------------- | ---------- | ----------- | ----------------- | ----------------- | ----------------------------- |
| مرکزی     | شلمزار   | ۲۷٬۳۱۶ نفر     | خراجی      | خراجی       | ۵٬۴۷۰ نفر         | شلمزار گهرو دستنا | ۶٬۸۹۹ نفر ۶٬۲۶۳ نفر ۵٬۱۴۳ نفر |
| مرکزی     | شلمزار   | ۲۷٬۳۱۶ نفر     | کیار غربی  | شلمزار      | ۳٬۵۴۱ نفر         | شلمزار گهرو دستنا | ۶٬۸۹۹ نفر ۶٬۲۶۳ نفر ۵٬۱۴۳ نفر |
| ناغان     | ناغان    | ۱۵٬۹۵۷ نفر     | مشایخ      | دوپلان      | ۷٬۰۹۳ نفر         | ناغان             | ۶٬۱۲۵ نفر                     |
| ناغان     | ناغان    | ۱۵٬۹۵۷ نفر     | ناغان      | ناغان       | ۲٬۷۳۹ نفر         | ناغان             | ۶٬۱۲۵ نفر                     |
| کیار شرقی | دزک      | ۷٬۶۹۹ نفر      | کیار بالا  | سرتشنیز     | ۴٬۴۵۴ نفر         | **************    | **************                |
| کیار شرقی | دزک      | ۷٬۶۹۹ نفر      | کیار شرقی  | دزک         | ۳٬۲۴۵ نفر         | **************    | **************                |

## جمعیت
بر پایه سرشماری عمومی نفوس و مسکن در سال ۱۳۹۵، جمعیت شهرستان کیار برابر با ۵۰٬۹۷۶ نفر بوده‌است.

## جاذبه‌های گردشگری
از جاذبه‌های گردشگری و تاریخی این شهرستان می‌توان به موارد زیر اشاره کرد:
- قلعه دزک
- قلعه صمصام السلطنه
- دریاچه شلمزار
- تالاب سولقان
- آبشار دره عشق
- دالان بهشت در شهر گهرو
- روستای توریستی دورک اناری (مرکز تولید انار)
- روستای توریستی دوپلان
- روستای توریستی پوراز
- سواحل رودخانه کارون
- باغات تَنگ گهرو باغات انگور
- امامزاده جعفر شهر گهرو